# Кендалл (округ, Іллінойс)
Шаблон:StateAbbr_ 41°35′ пн. ш. 88°26′ зх. д. / 41.59° пн. ш. 88.43° зх. д.
Округ  Кендалл (англ. Kendall County) — округ (графство) у штаті  Іллінойс, США. Ідентифікатор округу 17093.

## Історія
Округ утворений 1841 року.

## Демографія
За даними перепису 
2000 року 
загальне населення округу становило 54544 осіб, зокрема міського населення було 40519, а сільського — 14025.
Серед мешканців округу чоловіків було 27092, а жінок — 27452. В окрузі було 18798 домогосподарств, 14969 родин, які мешкали в 19519 будинках.
Середній розмір родини становив 3,27.
Віковий розподіл населення поданий у таблиці:
| Стать    | До 15 років | 15-21 | 22-29 | 30-39 | 40-49 | 50-65 | 65-85 | Понад 85 |
| -------- | ----------- | ----- | ----- | ----- | ----- | ----- | ----- | -------- |
| Чоловіки | 6910        | 2661  | 2566  | 4647  | 4325  | 4050  | 1778  | 155      |
| Жінки    | 6542        | 2471  | 2554  | 4785  | 4420  | 3978  | 2321  | 381      |

## Суміжні округи
- Кейн — північ
- Дюпаж — північний схід
- Вілл — схід
- Ґранді — південь
- Ла-Салл — захід
- Декальб — північний захід

## Виноски
1. ↑  U.S. Decennial Census. United States Census Bureau. Архів оригіналу за 26 квітня 2015. Процитовано 6 липня 2014.
2. ↑  Historical Census Browser. University of Virginia Library. Архів оригіналу за 11 серпня 2012. Процитовано 6 липня 2014.
3. ↑  Population of Counties by Decennial Census: 1900 to 1990. United States Census Bureau. Архів оригіналу за 24 квітня 2014. Процитовано 6 липня 2014.
4. ↑  Census 2000 PHC-T-4. Ranking Tables for Counties: 1990 and 2000 (PDF). United States Census Bureau. Архів (PDF) оригіналу за 18 грудня 2014. Процитовано 6 липня 2014.
5. ↑  State & County QuickFacts. United States Census Bureau. Архів оригіналу за 6 червня 2011. Процитовано 6 липня 2014.(англ.) Наведено за англійською вікіпедією.
6. ↑  American FactFinder. Бюро перепису населення США. Архів оригіналу за 29 липня 2011. Процитовано 31 січня 2008.

| США | Це незавершена стаття з географії США. Ви можете допомогти проєкту, виправивши або дописавши її. |